# 海城市
海城市为中国辽宁省下辖县级市，由鞍山地级市代管。海城市经济较为发达，在县市中具备较强竞争力，其综合实力2010年位居辽宁省县（市）的第二位，全国百强县（市）列第十九位。全市辖6个街道、2个开发区、21个镇，近400个行政村。是辽宁较大的县级市，全国百强县之一，是全国粮食、水果、畜牧业、柞蚕、乡镇企业生产基地之一，素有“渤海奥区”之誉。市人民政府駐黄河路86号。
扼守辽南交通要冲，境内沈大高速、哈大高铁、中长铁路、黑大公路、沈西工业走廊出海大道等纵贯南北，京丹高速、盘海高铁、沟海铁路、海岫铁路、大盘公路等横亘东西，哈大高铁海城西站是辽南进京的门户，境内拥有9个高速公路出口；距沈阳桃仙机场100公里，境内拥有腾鳌机场可直飞北京、上海、广州、成都、南京；距营口港、鲅鱼圈港仅1小时车程。

## 地理
海城市位于辽宁省南部，辽河下游东岸，辽东半岛北部。地处东经122°18′－123°08′，北纬40°29′－41°11′之间。行政区域东西长80公里，南北宽44公里。全境年平均气温10.4℃，降雨量691．3毫米，温带季风性气候。

## 历史
海城有旧石器时代小孤山洞穴，新石器时代析木石棚墓葬遗址。战国时期，海城地区隶属于燕国的辽东郡。秦统一中国后，仍属辽东郡。汉代属辽东郡和玄菟郡，于境内设新昌、辽隧、安市3县，东汉一度改属乐浪郡。西晋沿袭汉制置新昌、安市2县。高句丽占据辽东后，海城为高句丽腹地。自晋至隋260余年间，境域为高句丽之卑奢城地。唐高宗总章元年（668年），唐朝收复辽东，海城为大唐安东都护府管辖。辽代，隶属辽东道，于境内置海州、铜州、耀州，同设临溟、仙乡、析木、岩渊4县，并在海州置南海州，兼置临溟县为州治。海城之名源于海州至此始。金代，改海州为澄州，辖临溟、析木2县。元代，属辽阳路，于境内置海州巡检司。明太祖洪武九年（1376年），在旧海州临溟县置海州卫（今牛庄），隶属辽东都指挥使司。清世祖顺治十年（1653年），改海州为海城縣，属辽阳府管辖。顺治十四年（1657年）辽阳撤府后，改属奉天府（今沈阳）。中华民国初期，划属奉天省辽沈道。
中华民国十八年（1929年），改奉天省为辽宁省，海城县隶属辽宁省。1931年日本侵占东北后，伪满洲國政權改辽宁为奉天省，海城县遂改属奉天省。1937年，满洲國撤销营口县，以辽河为界，其东划归海城县，西划归盘山县。
1945年日本投降后，中国共产党从苏联手中接管，隶属于辽宁省辽南行政公署。1946年4月，中華民國政府改东北为東九省，海城县仍隶属辽宁省。1947年10月中国人民解放军重占海城县。1948年2月，在县境地内另置牛庄县，县政府设在今牛庄镇；同年底，牛庄县撤销。1948年11月东北全境解放后，海城县划属辽东省管辖（省会在今丹东市）。1954年，辽东、辽西两省合并为辽宁省，海城县归辽宁省辽阳专署领导。1959年改属鞍山市。1965年又转属辽南专属（专署驻盖州市）。1966年“文化大革命”期间，海城县人民委员会（即县政府）被撤销，于1967年3月成立海城县革命委员会，隶属于营口市。1973年又转属鞍山市。1975年，海城发生7. 3大地震，造成1328人死亡。1980年7月，县革命委员会改称县人民政府。1985年1月，经中华人民共和国国务院批准，撤销海城县，成立海城市（县级市），由辽宁省鞍山市代管至今。

## 行政区划
海城市下辖5个街道办事处、21个镇：
海州街道、兴海街道、响堂街道、东四街道、东四方台街道、孤山镇、岔沟镇、接文镇、析木镇、马风镇、牌楼镇、八里镇、毛祁镇、英落镇、感王镇、西柳镇、中小镇、王石镇、南台镇、腾鳌镇、耿庄镇、牛庄镇、西四镇、望台镇、温香镇和高坨镇。

## 交通
- 沈大铁路、哈大高铁纵贯南北，沟海，海岫铁路连通东西。
- 沈大高速公路、丹海高速公路、 202国道（哈大公路），大盘公路贯境。

## 物产
已探明金属和非金属矿产40余种，是世界菱镁、滑石探明储量最大的地区之一。其中菱镁探明储量26.4亿吨，占世界的1/4；滑石探明储量1亿吨，占全国储量1/4，品位堪称世界之最。
河西大米、耿庄大蒜为古代贡品，享誉华夏，特产南果梨被誉为“梨中皇后”，海城被评为全国“南果梨之乡”。境内地热水热田面积3平方公里，储量1亿立方米以上，最高日自流量1200立方米以上。有省级森林公园、国家AAA级风景旅游区白云山，省级自然保护区、国家AA级风景旅游区九龙川等。
著名特产有南果梨、牛庄馅饼。腾鳌温泉草莓：国家地理标志产品。其利用温泉余热水栽植培育，使本地草莓，特别是西荒村草莓有别于其他地方的草莓。

## 经济
2018年，全市地区生产总值实现558.2亿元，同比增长4.6%；一般公共预算收入实现32.27亿元，同比增长32.6%；固定资产投资实现108.4亿元，同比增长0.4%；规模以上工业增加值实现96.7亿元，同比增长17.1%；社会消费品零售总额实现306.3亿元，同比增长5.2%；出口总额实现40.6亿元，同比增长48.1%。分别入选中国中小城市科学发展综合实力百强县、工信部所属赛迪智库中国县域经济100强。市场经济比较发达，西柳服装市场、南台箱包市场、蛋禽市场在国内外都有一定影响。

## 人口
根据第七次人口普查数据，截至2020年11月1日零时，海城市常住人口为1067905人。

## 名人
清朝平南王尚可喜，民国时期奉系北洋军阀首领张作霖、其子张学良，建国后有全国政协副主席、铁道部部长、开国上将吕正操，前辽宁省委书记闻世震，前铁道部部长傅志寰與藝術表演者徐明浩。